# 東映東京撮影所
東映東京撮影所（とうえい とうきょうさつえいじょ）は、東京都練馬区東大泉に存在する映画スタジオ。
かつては敷地内に、東映アカデミーも存在していた（2011年3月31日閉鎖）。その東映アカデミーと本社直属の東映俳優センターを統合した所属俳優・声優のマネジメント部門として、同2011年11月1日に「東映株式会社 東京撮影所 マネージメント部」（2024年4月より俳優事業部、通称「東映マネージメント」）を設立した。本項ではこれについても記述する。

## 概要
映連加盟の大手映画会社である東映の事業所。通称「大泉撮影所」「東映大泉」。俳優や映画など業界内では単に「大泉」と略称されることもある。
敷地内には、東映テレビ・プロダクション、特撮研究所、東映アニメーションといった関連の各企業を内包する。美術棟には、東映創業当初の1950年代から現在にいたる主な作品のロケハン写真やスクラップブックが年代順に整理され保管されており、これらは歴史的な写真資料として新作映画の参考資料に供されている。映画撮影所が日々新たな作品を生み出す製作・創造の現場であるとともに、日本映画史の掛け替えのない資料が蓄積していると評価される。
東映となってからは70数年であるが、撮影所自体は新興キネマが現代劇部用に開所して以来90年と長い歴史を有する。
撮影所長は、通常は取締役若しくは執行役員であり東京撮影所制作作品にはプロダクション統括としてクレジットされる。（2025年7月現在：上席執行役員・木次谷良助）

## 沿革

### 前史
戦前は「新興キネマ東京（大泉）撮影所」として1934年（昭和9年）10月に開所（当時は東京市板橋区東大泉町）、同社の現代劇部として稼動が始まった。1942年（昭和17年）、新興キネマが日活および大都映画と合併して大映になるとすぐに閉鎖された。
戦後の1947年（昭和22年）、五島慶太が率いる東急資本により「株式会社太泉スタヂオ」が設立され、貸しスタジオとなる。この時代に新東宝がスタジオを借りて黒澤明監督による『野良犬』が撮影された。株式会社太泉スタヂオは「太泉映画株式会社」と改称して自社製作に乗り出す。

### 東映のスタジオとして

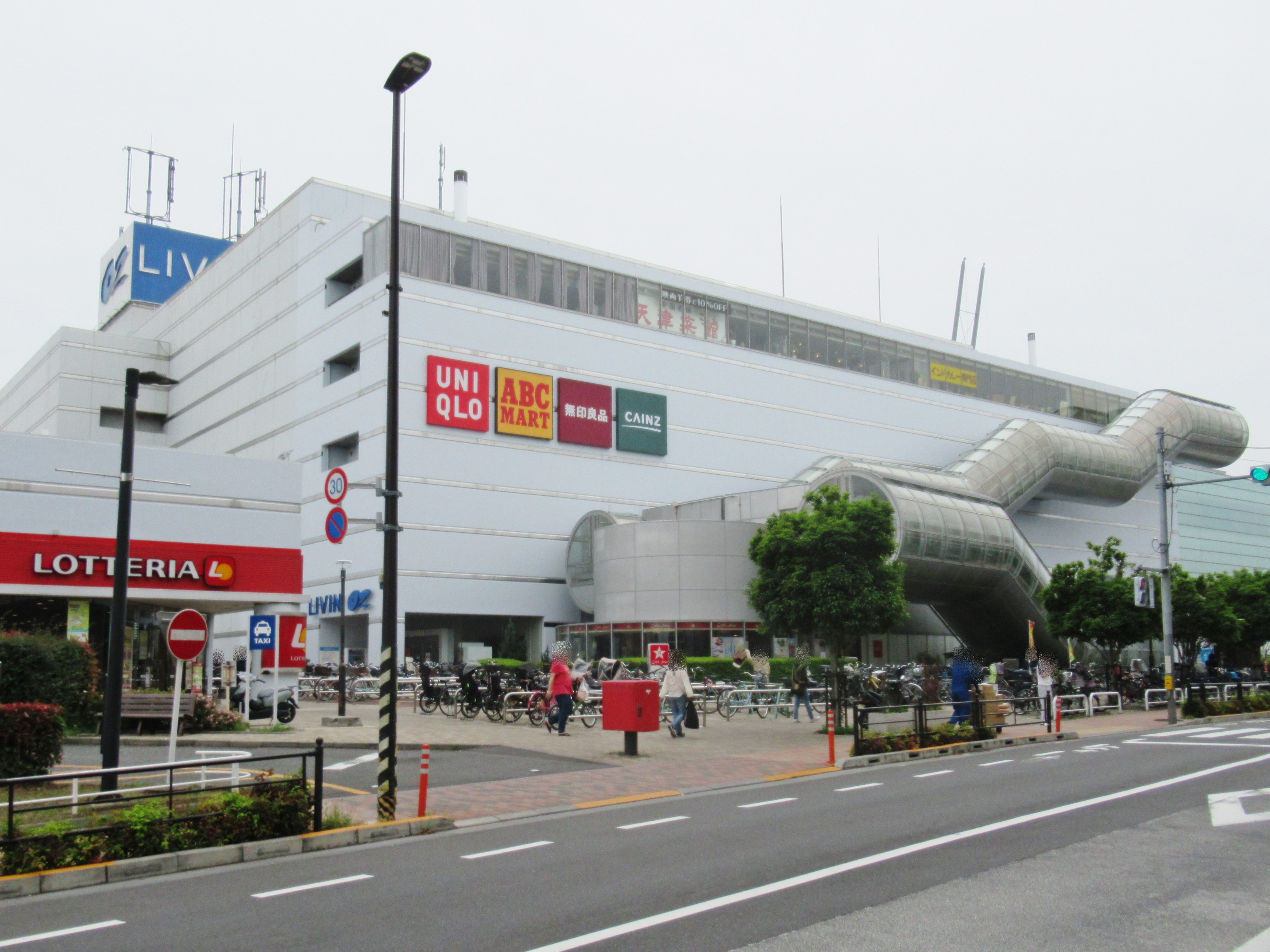
オープンセット跡地に開業したプラッツ大泉（西友リヴィンオズ大泉店、ユニクロ）

1951年（昭和26年）4月1日、東横映画、太泉映画、東京映画配給の3社が合併して東映株式会社を設立。太泉映画スタジオは「東映東京撮影所」、東横映画撮影所は「東映京都撮影所」となった。東京映画配給の配給・興行機構は、本社・支社、直営映画館として東映という企業体を構成した。
かつて日活調布撮影所に銀座の街並みを再現したオープンセットがあったように、大泉にも街並みを再現したオープンセットがあった。そのオープンセット跡地には、1983年（昭和58年）4月23日にショッピングセンター「プラッツ大泉」が開業し、核店舗として西友オズ大泉店（1999年からはリヴィンオズ大泉店）が開店したほか、ユニクロも核店舗として入居している。現在でも映画やテレビドラマのロケ地として、特撮やショッピングシーンなどの撮影に使用されている。
また旧正門のあたりには、シネマコンプレックス「T・ジョイ SEIBU 大泉」が併設されている。同施設の館内には東京撮影所に関わった経営者・映画監督・俳優の手形や写真パネルが展示されている。
2002年2月28日に地上5階・地下1階建て、敷地132.43坪、延床面積686.35坪の新本館ビル「G.STUDIO」が竣工した。「G.STUDIO」のGには、舞台などの控室を指す「Green Room」や、撮影に訪れた俳優が出入りすることから「Guest」、竣工当時は所内最大の施設であったことから「Giant」など、複数の意味が込められており、東京撮影所のキャスティングプロデューサーである福岡康裕によって命名された。
2010年6月には東映ラボ・テックと共同で、総合ポストプロダクション施設「東映デジタルセンター」および次世代VFX技術の研究開発部門「ツークン研究所」を敷地内に設立。VFX・CG・バーチャルプロダクションを含めたトータルなポスプロ体制を作る。
近年のバーチャルプロダクションに対応するため、2022年10月、東京撮影所に専門部署「バーチャルプロダクション部」を発足。それに伴い2023年1月、No.11ステージに横30m×縦5mのLEDウォールを設置。インカメラVFX対応型とする。映画会社が自社でLEDスタジオを保有・運用するのは国内初になる。

## 付記
1987年8月28日に新日本プロレスが「戦国合戦シリーズ」第5戦を大泉の東映東京撮影所で開催するなど、プロレス団体が敷地内に特設リングを設置して興行を行うことがある。
2020年（令和2年）3月31日、日刊スポーツが「新型コロナウイルス感染症関連で撮影所が封鎖された」と報道したが、誤報（デマ）であった。東映は当該報道を受け、同年4月3日に公式サイトで「3月31日に『撮影所封鎖』なる一部報道がされましたが、当日は撮影所は一切封鎖はしておらず、この報道に関しては誤報でございます。撮影所としては保健所との協議の上での対応と、更なる予防策の強化を実施しており、現在も通常運営を行っております。」と発表した。

## 主なフィルモグラフィ

### 劇場用映画

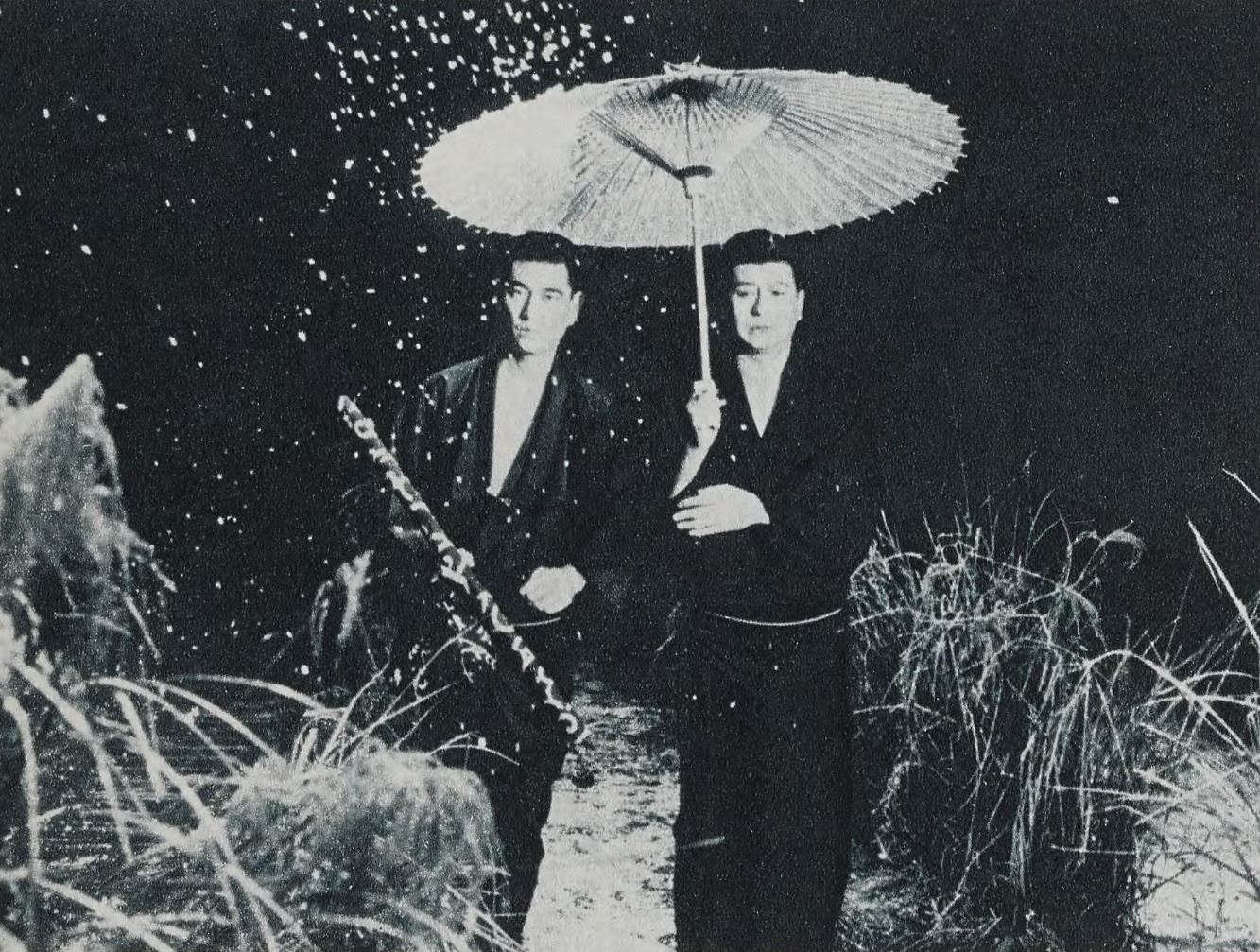
『昭和残侠伝 唐獅子牡丹』（1966年）

- 多羅尾伴内シリーズ（1953年 - 1960年）
- 警視庁物語シリーズ（1955年 - 1964年）
- 大いなる旅路（1960年）
- 網走番外地シリーズ（1965年 - 1972年）
- 昭和残侠伝シリーズ（1965年 - 1972年）
- 不良番長シリーズ（1968年 - 1972年）
- 現代やくざシリーズ（1969年 - 1972年）
- 日本暴力団シリーズ（1969年 - 1970年）
- やくざ刑事シリーズ（1970年 - 1971年）
- ずべ公番長シリーズ（1970年 - 1971年）
- 女囚さそりシリーズ（1972年 - 1977年）
- ボディガード牙シリーズ（1973年）
- 女必殺拳シリーズ（1974年 - 1975年）
- トラック野郎シリーズ（1975年 - 1979年）
- 二百三高地（1980年）

#### 近年の劇場映画
- 孤狼の血（2018年）
- いのちの停車場（2021年）
- 孤狼の血 LEVEL2（2021年）
- 大怪獣のあとしまつ（2022年）
- ツユクサ（2022年）
- ハケンアニメ!（2022年）
- Gメン（2023年）

### テレビドラマ
- アラーの使者
- 七色仮面
- ナショナルキッド
- 捜査本部
- 特別機動捜査隊
- 鉄道公安36号
- 悪魔くん
- スパイキャッチャーJ3（1965年 - 1966年）
- 河童の三平 妖怪大作戦
- ジャイアントロボ
- キイハンター
- ゴールドアイ
- プレイガール→プレイガールQ
- ブラックチェンバー
- 特命捜査室
- ターゲットメン
- さすらいの狼
- 非情のライセンス
- 旗本退屈男
- ザ・ボディガード
- ザ★ゴリラ7
- 燃える捜査網
- 大非常線
- 新幹線公安官
- 鉄道公安官 (テレビドラマ)
- ザ・スーパーガール
- 騎馬奉行
- ミラクルガール
- 大激闘マッドポリス'80
- 特命刑事
- 警視庁殺人課
- 仮面ライダーシリーズ（1979年 - ）["注釈” 1]
- スーパー戦隊シリーズ（1979年 - ）["注釈” 2]
- メタルヒーローシリーズ（1982年 - 1999年）
- 東映不思議コメディーシリーズ（1981年 - 1993年）
- がんばれ!!ロボコン
- 燃えろ!!ロボコン
- アイフル大作戦
- バーディ大作戦
- 特捜最前線
- Gメン'75
- ドーベルマン刑事
- スケバン刑事
- 相棒
- 特捜9
- 刑事7人
- 刑事くん
- 刑事追う!
- 警視庁・捜査一課長

## 東映東京制作所
1965年7月、東京撮影所と京都撮影所内にそれぞれ、東映東京制作所、東映京都制作所（のち東映太秦映像）が新設された。東映の自社製作が減っていた現状を鑑み、貸しスタジオやテレビ映画、テレビドラマ、コマーシャルフィルムなどの製作を行うための組織改革とされたが、実際は過激な組合活動家を押し込むための組織であり、佐伯孚治や折田至ら160人がここへ移動させられた。特に東京制作所は契約者が労働組合「東映東京制作所契約者労働組合」（東制労）を結成し、同じ敷地内の東京撮影所、東映動画（東映アニメーション）、東映テレビ・プロダクションの組合活動家を糾合し、"東制労闘争"として会社に対する労組攻勢を強めた。出身者に植田泰治、やまさき十三、呉徳洙らがいる。1984年の『高原に列車が走った』は、ここを強権発動で潰したいと考えた岡田茂東映社長に植田泰治が啖呵を切り、東京制作所出身者を中心に製作されたもので、東映は長年、岡田が好きな映画だけが作られてきたが、同作は岡田が唯一、作りたくなかった映画といわれる。

## キャスティング部門
俳優・声優のキャスティングを手掛ける。2014年に声優のキャスティング業務をマネージメント部からキャスティング部へ移管した。

### 過去の所属声優
- 朝井彩加（2017年10月より所属[22]。2020年8月にインテンションへ移籍[23]）
- 宮本佳那子（2015年7月にマネージメント部から異動[24]、2016年5月にアクセルワンへ移籍）

### キャスティング担当作品
- プリキュアシリーズ（『スイートプリキュア♪』2011年4月以降。2011年3月までは東映アカデミーがキャスティングを担当）
- デジモンユニバース アプリモンスターズ
- トリコ
- パワーレンジャー・S.P.D.
- パワーレンジャー・ミスティックフォース
- 金田一少年の事件簿R

## 東映マネージメント
2011年11月1日に本社直属の「東映俳優センター」と東京撮影所の一部門である「東映アカデミー」を統合し誕生。正式名称は「東映株式会社 東京撮影所 俳優事業部」。事務所は東映本社内に置かれている。

### 所属俳優
2024年9月現在。
- 小林綾子
- 稲荷卓央
- 水上竜士
- 笠兼三
- 久遠明日美
- 柴田瑠歌
- 佐藤友美
- 榊原るみ（業務提携）
- 松下恵（業務提携）

### 過去の所属俳優
- 愛賀あいり
- 加藤桃子（オフィス彩に移籍後フリーランス）
- 北島美香
- 深川芹亜（アクセルワンに移籍）
- 宮本佳那子（アクセルワンに移籍）
- 渡辺凱
- 松尾敏伸（フリーランス）
- 山上賢治（山上商店に移籍）
- 伊藤悌智（ビッグ・ブッキング・エンターテインメントに移籍）
- 町屋友康
- 小林廣輝
- 渡瀬恒彦（2017年3月14日死去）
- 渡辺梓
- 日野祥太
- 鳥居功太郎
- 市橋礼衣（2018年ミス日本第50代グランプリ → 一時期在籍。現在はmaeveに移籍）
- 松岡未紗
- 石倉直実
- 尾屋葵
- 片桐竜次（フリーランス）
- 牧島輝（フリーランス）
- 吉村優花（フリーランス）
- 村上コウキ

## T・ジョイSEIBU大泉
T・ジョイSEIBU大泉（ティ・ジョイセイブおおいずみ、英語: T・JOYSEIBUOIZUMI）は、東映東京撮影所のOZ STUDIO CITYに所在するシネマコンプレックス。東映の子会社である株式会社ティ・ジョイが「T・ジョイ大泉」の名で2001年に開業した。9スクリーン合計で車椅子席含めた1592人を収容できる。同社と西武リアルティソリューションズ（現・西武不動産）による共同事業体への移行に伴い、2016年4月1日に「T・ジョイSEIBU大泉」に改称した。
| No. | 座席数 | 座席数 | 3D対応 | 備考 |
| No. | 通常   | 車椅子 | 3D対応 | 備考 |
| --- | ------ | ------ | ------ | ---- |
| 1   | 429    | 2      | ○      |      |
| 2   | 201    | 1      |        |      |
| 3   | 166    | 1      |        |      |
| 4   | 235    | 2      | ○      |      |
| 5   | 117    | 1      | ○      |      |
| 6   | 74     | 1      |        |      |
| 7   | 160    | 1      | ○      |      |
| 8   | 90     | 1      |        |      |
| 9   | 109    | 1      |        |      |